# Jakov Bienenfeld
Jakov Bienenfeld (Zagreb, 28. srpnja 1948. – Zagreb, 9. veljače 2016.), hrvatski poduzetnik.

## Životopis
Jakov Bienenfeld je rođen u Zagrebu 28. srpnja 1948. u židovskoj obitelji Zlatka Bienenfelda. Mnogi članovi njegove obitelji stradali su za vrijeme Holokausta. Bienenfeldov otac je bio osobni savjetnik ministra obrane Republike Hrvatske Gojka Šuška, te general bojnik u Hrvatskoj vojsci. Bienenfeld je uspješan poduzetnik koji posjeduje nekoliko uspješnih tvrtki, uključujući putničku agenciju i građevinsku firmu. Devedesetih godina Bienenfeld je doveo u Hrvatsku poznatu njemačku robnu marku Escadu, te postao ovlašteni zastupnik. Bienenfeld je dugogodišnji član "Židovske općine Zagreb", te član vijeća iste.
Godine 1991., tijekom Domovinskog rata, Bienenfeld je suorganizirao konvoj na trajektu "Iliriji" koji je dopremio humanitarnu pomoć opkoljenom Dubrovniku pod napadom velikosrpskih snaga. Nakon pada Vukovara aktivno je sudjelovao u pripremi planova za razmjenu zarobljenih Vukovaraca. Bienenfeld je uspostavio vezu s Beogradom preko Pariza, te je 10. prosinca 1991. godine oslobođena prva grupa zarobljenih Vukovaraca među kojima su bili doktorica Vesna Bosanac, doktor Đuro Njavro, pater Ante Perković i drugi. Uz pomoć general bojnika Slobodana Praljka, tijekom Opsade Sarajeva, Bienenfeld je organizirao spašavanje 1200 židova iz Sarajeva. Bienenfeld je svjedočio u korist obrane Slobodana Praljka tijekom njegovog suđenja pred Međunarodnim sudom za ratne zločine počinjene na području bivše Jugoslavije. Godine 1994. Bienenfeld je navodno odbio ponudu Predsjednika Republike Hrvatske Franje Tuđmana, a koji mu je ponudio izgradnju nove zagrebačke sinagoge na mjestu stare, koju je tijekom Drugog svjetskog rata srušio režim Nezavisne Države Hrvatske. Bienenfeld je, prema njegovom intervjuu iz 2013. godine, predsjedniku Tuđmanu rekao kako: nije pristojno graditi velebnu sinagogu dok je širom Hrvatske srušeno 1800 crkvi i 2000 škola.
Godine 2012. Bienenfeld je ocijenio štetnim izjavu predsjednika Ive Josipovića koji je pred Knesetom, prilikom posjeta Izraelu, dao izjavu da se Hrvati moraju iskupiti za zlodjela počinjena nad Židovima tijekom Drugog svjetskog rata. Bienenfeld je izjavio: Mislim da je štetno razmišljanje kako se Hrvati moraju i za što iskupljivati.
Bienenfeld smatra da je Hrvatska na dnu Europe po antisemitizmu, te da ga gotovo i nema. Bienenfeld je od početka tvrdio da njegov znanac general Ante Gotovina nije kriv za ratne zločine koji su mu bili stavljani na teret pred međunarodnim sudom za ratne zločine u Haagu. Bienenfeld zamjera bivšem predsjedniku Stjepanu Mesiću miješanje u raskol "Židovske općine Zagreb" kada je stao na stranu rabina Kotela Da-Dona, Slavka i Ive Goldsteina, a koji su kasnije osnovali novu općinu "Bet Israel". Bienenfeld tvrdi da ga je Mesić jednom prilikom prozvao da se ponaša kao nacist, unatoč tome što je Bienenfeldu 40 članova obitelji pobijeno tijekom Holokausta.
Godine 2013. Bienenfeld se izjasnio protiv gradnje nove sinagoge u Praškoj ulici u Zagrebu, jer vjeruje da troškove održavanja iste "Židovska općina Zagreb" neće moći financirati.